# NBA Sportsmanship Award
Der National Basketball Association Sportsmanship Award ist eine von der National Basketball Association (NBA) seit der Saison 1995/96 vergebene Auszeichnung. Der Gewinner gilt als fairer Spieler mit ethisch korrektem Verhalten.

## Wahl
Jedes Jahr stellen die Head Coaches der NBA, derzeit sind es 30, einen ihrer Spieler zur Wahl auf. Diese Spieler werden von einem Gremium von Funktionären der NBA auf sechs eingeschränkt, einer aus jeder Division. Am Ende der Saison wählen die NBA-Spieler dann den Gewinner, indem sie jeder für sich eine Liste aufsetzen.
Gewonnen hat derjenige, der nach folgendem Schema die meisten Punkte ansammeln konnte:
| Platzierung: | 1. Platz  | 2. Platz | 3. Platz | 4. Platz | 5. Platz | 6. Platz |
| Punktzahl:   | 11 Punkte | 9 Punkte | 7 Punkte | 5 Punkte | 3 Punkte | 1 Punkt  |

Die bei Gewinn erhaltene Trophäe ist nach dem ersten Gewinner des NBA Sportmanship Awards, Joe Dumars, benannt.
In ihrer über 20-jährigen Geschichte sind Grant Hill, Jason Kidd, Kemba Walker, Mike Conley, Jr. und Jrue Holiday die einzigen mehrfachen Gewinner dieser Auszeichnung. Vier Teams konnten den Gewinn dieser Trophäe mehrmals verbuchen, die San Antonio Spurs und die Memphis Grizzlies jeweils dreimal, die Seattle SuperSonics und die Phoenix Suns jeweils zweimal. Der Brite Luol Deng und der Australier Patty Mills sind die bisher einzigen Nicht-US-Amerikaner, die diese Auszeichnung erhielten.

## Gewinner
| Legende      | Legende |
| ------------ | --- |
| ^            | Bezeichnet Spieler, die noch in der NBA aktiv sind.                                                         |
| *            | Bezeichnet Spieler, die in die Naismith Memorial Basketball Hall of Fame aufgenommen wurden.                |
| Gewinner (X) | Die Zahl in der Klammer gibt an, wie oft derjenige Spieler den Award zum jeweiligen Zeitpunkt gewonnen hat. |

| Saison  | Spieler               | Nationalität           | Team                   |
| ------- | --------------------- | ---------------------- | ---------------------- |
| 1995/96 | Joe Dumars*           | Vereinigte Staaten     | Detroit Pistons        |
| 1996/97 | Terrell Brandon       | Vereinigte Staaten     | Cleveland Cavaliers    |
| 1997/98 | Avery Johnson         | Vereinigte Staaten     | San Antonio Spurs      |
| 1998/99 | Hersey Hawkins        | Vereinigte Staaten     | Seattle SuperSonics    |
| 1999/00 | Eric Snow             | Vereinigte Staaten     | Philadelphia 76ers     |
| 2000/01 | David Robinson*       | Vereinigte Staaten     | San Antonio Spurs      |
| 2001/02 | Steve Smith           | Vereinigte Staaten     | San Antonio Spurs      |
| 2002/03 | Ray Allen*            | Vereinigte Staaten     | Seattle SuperSonics    |
| 2003/04 | P. J. Brown           | Vereinigte Staaten     | New Orleans Hornets    |
| 2004/05 | Grant Hill*           | Vereinigte Staaten     | Orlando Magic          |
| 2005/06 | Elton Brand           | Vereinigte Staaten     | Los Angeles Clippers   |
| 2006/07 | Luol Deng             | Vereinigtes Königreich | Chicago Bulls          |
| 2007/08 | Grant Hill* (2)       | Vereinigte Staaten     | Phoenix Suns           |
| 2008/09 | Chauncey Billups*     | Vereinigte Staaten     | Denver Nuggets         |
| 2009/10 | Grant Hill* (3)       | Vereinigte Staaten     | Phoenix Suns           |
| 2010/11 | Stephen Curry^        | Vereinigte Staaten     | Golden State Warriors  |
| 2011/12 | Jason Kidd*           | Vereinigte Staaten     | Dallas Mavericks       |
| 2012/13 | Jason Kidd* (2)       | Vereinigte Staaten     | New York Knicks        |
| 2013/14 | Mike Conley, Jr.^     | Vereinigte Staaten     | Memphis Grizzlies      |
| 2014/15 | Kyle Korver           | Vereinigte Staaten     | Atlanta Hawks          |
| 2015/16 | Mike Conley, Jr.^ (2) | Vereinigte Staaten     | Memphis Grizzlies      |
| 2016/17 | Kemba Walker          | Vereinigte Staaten     | Charlotte Hornets      |
| 2017/18 | Kemba Walker (2)      | Vereinigte Staaten     | Charlotte Hornets      |
| 2018/19 | Mike Conley, Jr.^ (3) | Vereinigte Staaten     | Memphis Grizzlies      |
| 2019/20 | Vince Carter*         | Vereinigte Staaten     | Atlanta Hawks          |
| 2020/21 | Jrue Holiday^         | Vereinigte Staaten     | Milwaukee Bucks        |
| 2021/22 | Patty Mills^          | Australien             | Brooklyn Nets          |
| 2022/23 | Mike Conley, Jr.^ (4) | Vereinigte Staaten     | Minnesota Timberwolves |
| 2023/24 | Tyrese Maxey^         | Vereinigte Staaten     | Philadelphia 76ers     |
| 2024/25 | Jrue Holiday^ (2)     | Vereinigte Staaten     | Boston Celtics         |